# アンドレイ・キリレンコ (政治家)
アンドレイ・パヴロヴィチ・キリレンコ（ロシア語: Андре́й Па́влович Кириле́нко, ラテン文字転写: Andrei Pavlovich Kirilenko, ユリウス暦1906年8月26日（グレゴリオ暦9月8日） - 1990年5月12日）は、ソビエト連邦の政治家。ウクライナ人。ソ連共産党政治局員兼書記。

## 来歴・人物
ユリウス暦1906年8月26日（グレゴリオ暦9月8日）、ロシア帝国ベルゴロド州アレクセーエフカの労働者階級の家庭に生まれる。青年時代は電気工や錠前工として働く 
1920年、地元の学校を卒業し、5年後、アレクセーエフスキー職業訓練校を卒業した。1920年代中盤から後半にかけて、ヴォロネジ州の鉱山で働き始める。1929年からコムソモール活動に参加し、2年後の1931年には、全連邦共産党 (ボリシェヴィキ)に入党した。1936年ルビンスク航空技術大学を卒業した後、ザポロージェ機関工場で設計技師。1938年から党活動を活発化し、ザポロージェ州のヴォロシーロフ地区党第二書記に選出され、数年後に同地区第一書記に昇格した。その後、ザポロージェ州党第二書記となり、同地区の冶金工業や電化をはじめとする産業政策に多大な貢献をした。
ドニエプロペトロフスク州およびスヴェルドロフ州の共産党組織に勤務し、ブレジネフの後任としてドニエプロペトロフスク州党第一書記となる。1962年に政治局員となり、1965年からソ連共産党書記（組織担当）。また「灰色の枢機卿」とあだ名されたミハイル・スースロフ政治局員・書記とイデオロギー担当を共有したとも言われる。
このような昇進の背後には、ブレジネフとの密接な関係があったといわれている。長らくブレジネフ、ポドゴルヌイ、コスイギン、スースロフに次ぐ党内序列5位であり、ソ連共産党の最高実力者の一人に数えられ、1973年にはブレジネフによって後継者として認知されたと観測された。しかし、その後両者の関係は悪化し1977年から1978年にかけて、組織担当の権限をブレジネフの腹心であったチェルネンコに奪われた。1982年1月に行われたスースロフの葬儀では葬儀委員として序列が最下位とされ、同年3月に政治局員を解任された（「プラウダ」紙の発表は同年10月）。
失脚後のキリレンコは、ブレジネフ後継をめぐってチェルネンコと争うアンドロポフに接近し、近い関係にあったウクライナ党第一書記のウラジーミル・シチェルビツキーとの関係も維持し、引退後も石もて追われるような事態を防ぎ1983年6月の最高会議におけるその姿がテレビ放映され、代議員の拍手の中で引退した。1990年5月12日、83歳で死去。